# Mondrian (Software)
Mondrian ist eine freie Software zur interaktiven Datenvisualisierung.
Mondrian kann Daten aus Textdateien, CSV-Dateien, Daten aus R und aus JDBC-Datenbanken einlesen. Streudiagramme, Boxplots, Säulendiagramme, Histogramme, Mosaikplots, parallele Koordinaten und Grafiken zur Erkennung von Ausreißern sowie Landkarten sind als Grafikarten implementiert. Mondrian wird über eine grafische Benutzeroberfläche bedient. Daten können ausgewählt werden und in den Grafiken hervorgehoben werden (Colour Brushing). Außerdem werden beim Bewegen der Maus über die Grafiken Informationen zu den jeweiligen Daten angezeigt. Einfache Operationen des Datenmanagements werden unterstützt.